# Do Nothin' till You Hear from Me
Do Nothin' till You Hear from Me är en svensk animerad kortfilm från 1995 i regi av Pernilla Hindsefelt och Jonas Dahlbeck.
Filmen handlar om en musikrestaurang där instrumenten vaknar till liv om natten. Den producerades och animerades efter ett manus av Hindsefelt. Filmtiteln är tagen från Duke Ellingtons låt med samma namn, vilken även framförs i filmen av Peter Asplund	(trumpet), Erik Häusler	(saxofon), Anders Wihk	(piano), Anders Färdal	(gitarr), Peter Söderblom (kontrabas) och Nils Danell (trummor). Filmen premiärvisades 11 februari 1995 på Göteborgs filmfestival och hade biopremiär den 10 mars samma år.
Do Nothin' till You Hear from Me fick 1994 pris för Bästa kortfilm vid en festival i Tokyo och året efter pris för Bästa mixning vid Annecy International Animated Film Festival. Den var också nominerad till en Golden Bear vid Berlins filmfestival 1995 och vann en Guldbagge 1996 för Bästa kortfilm.